# 犯規

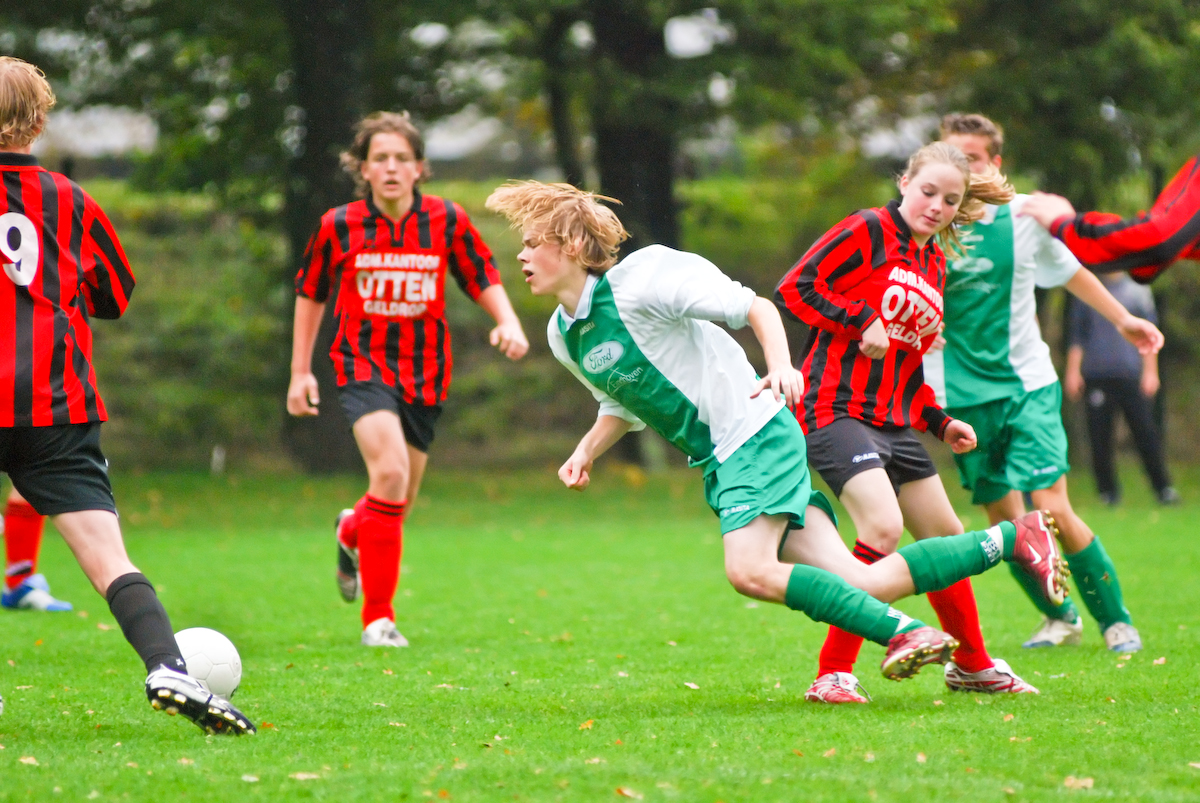
足球比賽中，球員絆倒對手，造成犯規

体育运动中的犯規是裁判認為運動員不宜或是對其他運動員不公平的行為，多半也是違反運動規則的行為。犯規可能是有意的，也可能是無意的，有些運動中的犯規會罰球（例如籃球及足球）。就算犯規是無意的，仍然可能會傷害對方運動員。許多運動中都會出現犯規，有時二名隊友可能因為失誤而造成犯規，例如在澳式足球中，隊友又要搶球又要盯著球，因此可能碰撞造成犯規。策略性的犯規違反了運動的規則，也不符合運動精神。
每一種運動有其各自對犯規的規定。以篮球中的犯規為例，侵人犯規是指對對方球員的碰撞，技術犯規是指非接觸，但沒有運動員精神的舉動，比侵人犯規更嚴重。故意犯規是指在沒有運動員精神情形下產生的肢體碰撞，是籃球中最嚴重的犯規，嚴重的故意犯規會被判離場。被犯規的球員則有罰球的機會，不過也有球員因為罰球命中率不高而常被其他球員犯規。
足球中的犯規是球員所作，裁判認定違反公平性的行為。在足球或橄欖球類運動中，戰術犯規是指為了避免對方得分，而出現的刻意犯規。
相撲中的禁手是指相撲選手不能進行的犯規行為，若作了就判定比賽落敗。
犯規的處罰一般會直接影響比賽的結果（例如以上所列出的)。有些情形下的犯規處罰會有罰金（特別是職業運動），例如NBA球員在常規賽的前五次技術犯規，每次會罰美元2000元。若是打架犯規，最高會罰美元50,000元。不過運動員為了獲得勝利，會試圖改變規則、常規或是行為是否犯規的邊界，不過也有可能因為越線而獲得不想要的結果（例如停賽或是禁賽）。
运动教练也有可能犯規。例如篮球教練可能會判技術犯規，或是被判離場。若教练在未經裁判允許時進入場內，或是和工作人員有肢體碰撞，都屬於教练的技術犯規。若有二次技術犯規，教练會被判離場。